# Río Kaka
Río Kaka är ett vattendrag i Bolivia.   Det ligger i departementet La Paz, i den nordvästra delen av landet, 500 km nordväst om huvudstaden Sucre.
I omgivningarna runt Río Kaka växer i huvudsak städsegrön lövskog. Runt Río Kaka är det mycket glesbefolkat, med 5 invånare per kvadratkilometer.